# Protan și Iachint
Sfinții Protan și Iachint au fost doi martiri creștini din perioada persecuțiilor anticreștine ale împăratului Valerian (257-259 d.Hr.). Numele lui Protan este scris uneori Protatius, Proteus, Prothus, Prote, Proto și Prot. Numele lui a fost alterat în Anglia ca Saint Pratt. Iachint este numit uneori cu numele său latin Hyacinthus (în franceză Hyacinthe; în spaniolă Jacinto; și în italiană Giacinto), fiind românizat alteori Iacint.
Ziua prăznuirii lor anuale este menționată în „Depositio Martyrum” la 11 septembrie, în cronografia pentru anul 354. Cronografia menționează, de asemenea, că mormintele lor se aflau în Coemeterium din Basilla, de pe Via Salaria, ulterior Catacomba Sf. Hermes. Itinerariile vechi și alte manuscrise timpurii susțin că acel loc ar fi fost locul înmormântării lor.

## Tradiție

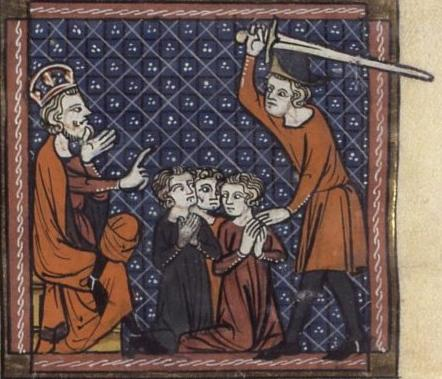
Martiriul Sfinților Protan și Iachint, miniatură pe un manuscris din secolul al XIV-lea

Tradiția susține că Protan și Iachint erau frați. Ei au fost slujitori ai Sfintei Eugenia și au fost botezați, împreună cu ea, de Helenus, episcopul de Heliopolis. S-au devotat cu zel studiului Sfintelor Scripturi, au trăit ca pustnici în Egipt și au însoțit-o mai târziu pe Eugenia la Roma. Acolo, au fost arestați pentru că practicarea creștinismului din ordinul împăratului Gallienus (253-268). Refuzând să-și renege credința, ei au fost biciuiți și apoi decapitați pe data de 11 septembrie.

## Mormintele Sfinților Protan și Iachint
În 1845 preotul Marchi a descoperit mormântul încă nederanjat al Sf. Iachint într-o criptă a catacombei menționate mai sus. Era o mică nișă pătrată în care se aflau cenușa și bucățile de os ars învelite în materiale textile costisitoare. Evident, sfântul fusese ars pe rug; ambii martiri au suferit foarte probabil moartea prin foc. Nișa era închisă cu o placă de marmură asemănătoare cu cea folosită pentru a închide loculus-ul și purtând inscripția latină originală care confirmă data morții din vechiul martirologiu roman:
DP III IDUS SEPTEBR
YACINTHUS
MARTYR
(Îngropat pe 11 septembrie Iachint Martirul).
În aceeași încăpere au fost găsite fragmente ale unei arhitrave care aparțineau unei cripte, cu următoarele cuvinte:
. . . S E P U L C R U M P R O T I M(artyris) . . .
(Mormântul martirului Protan)
Astfel, ambii martiri au fost îngropați în aceeași criptă. Papa Damasus I (366-384) a scris un epitaf în onoarea celor doi martiri, din care o parte încă mai există. În acel epitaf Papa Damasus îi numește pe Protan și Iachint „frați”. Când Papa Leon al IV-lea (847-855) a transferat rămășițele pământești ale mai multor martiri romani în bisericile Romei, moaștele acestor doi sfinți trebuiau să se fi aflat printre ele, dar, probabil din cauza devastării camerei de înmormântare, s-a găsit doar mormântul Sf. Protan. Osemintele lui au fost transferate în Biserica San Salvatore de pe Colina Palatină. Rămășițele Sfântului Iachint au fost aduse în iunie 1933 în capela Colegiului de Propaganda Fide. Mai târziu mormintele celor doi sfinți și o scară construită la sfârșitul secolului al IV-lea au fost restaurate și prezentate publicului.

## Cultul sfinților în Anglia
Biserica Sf. Protan și Iachint din Blisland (comitatul Cornwall) a fost dedicată Sfântului Protan. Este cunoscută pe plan local ca St Pratts.

## Legături externe
- "SS. Protus and Hyacinthus, Martyrs", Butler's Lives of the Saints
- Catholic Encyclopedia: Sts. Protus and Hyacinth
- Catholic Culture: Sts. Protus and Hyacinth
- About Blisland in North Cornwall Arhivat în 23 februarie 2020, la Wayback Machine. (refers to a church dedicated to these two saints)
- it  Santi Proto e Giacinto di Roma